# Llista d'objectes NGC (7000-7840)
Aquesta és una llista d'objectes 1000-1999 del New General Catalogue (NGC). El catàleg astronòmic comprèn principalment cúmuls estel·lars, nebuloses, i galàxies. Altres objectes del catàleg es poden trobar en les subpàgines de la llista d'objectes NGC.

## 7000-7099
| Número del NGC | Altres noms              | Tipus d'objecte     | Constel·lació | Ascensió recta (J2000) | Declinació (J2000) | Magnitud aparent |
| -------------- | ------------------------ | ------------------- | ------------- | ---------------------- | ------------------ | ---------------- |
| 7000           | Nebulosa de Nord-amèrica | Nebulosa difusa     | Cygnus        | 20h 58m 47s            | +44° 20′           |                  |
| 7006           |                          | Cúmul globular      | Delphinus     | 21h 01m 29.4s          | +16° 11′ 14″       | 11.4             |
| 7009           | Nebulosa de Saturn       | Nebulosa planetària | Aquarius      | 21h 04m 10.9s          | −11° 21′ 48″       | 12.7             |
| 7027           |                          | Nebulosa planetària | Cygnus        | 21h 07m 01.6s          | +42° 14′ 10″       | 9.1              |
| 7052           |                          | Galàxia el·líptica  | Vulpecula     | 21h 18m 33.1s          | +26° 26′ 49″       | 14.0             |
| 7078           | Messier 15               | Cúmul globular      | Pegasus       | 21h 29m 58.4s          | +12° 10′ 01″       | 6.2              |
| 7089           | Messier 2                | Cúmul globular      | Aquarius      | 21h 33m 27.0s          | −00° 49′ 24″       | 6.3              |
| 7090           |                          | Galàxia espiral     | Indus         | 21h 36m 28.6s          | −54° 33′ 24″       | 11.1             |
| 7091           |                          | Galàxia irregular   | Grus          | 21h 34m 07.6s          | −36° 39′ 12″       | 15.5             |
| 7092           | Messier 39               | Cúmul obert         | Cygnus        | 21h 32m                | +48° 27′           | 4.7              |
| 7099           | Messier 30               | Cúmul globular      | Capricornus   | 21h 40m 22.0s          | −23° 10′ 45″       | 7.7              |

## 7100-7199
| Número del NGC | Altres noms | Tipus d'objecte | Constel·lació | Ascensió recta (J2000) | Declinació (J2000) | Magnitud aparent |
| -------------- | ----------- | --------------- | ------------- | ---------------------- | ------------------ | ---------------- |
| 7129           |             | Cúmul obert     | Cepheus       | 21h 42m 56s            | +66° 06′           | 11.5             |
| 7142           |             | Cúmul obert     | Cepheus       | 21h 45m 09s            | +65° 47′           | 10.4             |

## 7200-7299
| Número del NGC | Altres noms                   | Tipus d'objecte     | Constel·lació | Ascensió recta (J2000) | Declinació (J2000) | Magnitud aparent |
| -------------- | ----------------------------- | ------------------- | ------------- | ---------------------- | ------------------ | ---------------- |
| 7217           |                               | Galàxia espiral     | Pegasus       | 22h 07m 52.6s          | +31° 21′ 33″       | 11.0             |
| 7252           | Galàxia dels Àtoms per la Pau | Galàxia lenticular  | Aquarius      | 22h 20m 44.8s          | −24° 40′ 42″       | 12.7             |
| 7257           |                               | Galàxia espiral     | Aquarius      | 22h 22m 35.4s          | −04° 07′ 26″       | 14               |
| 7293           | Nebulosa de l'Hèlix           | Nebulosa planetària | Aquarius      | 22h 29m 38.6s          | −20° 50′ 14″       | 13.2             |

## 7300-7399
| Número del NGC | Altres noms                  | Tipus d'objecte        | Constel·lació    | Ascensió recta (J2000) | Declinació (J2000) | Magnitud aparent |
| -------------- | ---------------------------- | ---------------------- | ---------------- | ---------------------- | ------------------ | ---------------- |
| 7314           |                              | Galàxia espiral        | Piscis Austrinus | 22h 35m 46.1s          | −26° 03′ 02″       | 11.6             |
| 7315           |                              | Galàxia lenticular     | Pegasus          | 22h 35m 31.9s          | +34° 48′ 11″       | 13.8             |
| 7318           | (Part del Quintet d'Stephan) | Galàxies en interacció | Pegasus          | 22h 35m 58.4s          | +33° 57′ 57″       |                  |
| 7318A          | (Part del Quintet d'Stephan) | Galàxia en interacció  | Pegasus          | 22h 35m 56.9s          | +33° 57′ 54″       | 14.9             |
| 7318B          | (Part del Quintet d'Stephan) | Galàxia en interacció  | Pegasus          | 22h 35m 58.5s          | +33° 57′ 55″       | 14.1             |
| 7319           | (Part del Quintet d'Stephan) | Galàxia en interacció  | Pegasus          | 22h 36m 03.7s          | +33° 58′ 31″       | 14.8             |
| 7320           |                              | Galàxia espiral        | Pegasus          | 22h 36m 03.6s          | +33° 56′ 53″       | 13.8             |
| 7320C          |                              | Galàxia espiral        | Pegasus          | 22h 36m 20.3s          | +33° 59′ 07″       | 17               |
| 7331           |                              | Galàxia espiral        | Pegasus          | 22h 37m 04.3s          | +34° 24′ 59″       | 10.4             |
| 7335           |                              | Galàxia lenticular     | Pegasus          | 22h 37m 19.5s          | +34° 26′ 50″       | 14.7             |
| 7337           |                              | Galàxia espiral        | Pegasus          | 22h 37m 26.8s          | +34° 22′ 26″       | 15.7             |
| 7340           |                              | Galàxia el·líptica     | Pegasus          | 22h 37m 44.2s          | +34° 24′ 36″       | 14.9             |
| 7343           |                              | Galàxia espiral        | Pegasus          | 22h 38m 38.0s          | +34° 04′ 17″       | 14.3             |
| 7354           |                              | Nebulosa planetària    | Cepheus          | 22h 40m 19.9s          | +61° 17′ 08″       |                  |
| 7380           |                              | Cúmul obert            | Cepheus          | 22h 47m                | +58° 07′           | 7.6              |

## 7400-7499
| Número del NGC | Altres noms | Tipus d'objecte | Constel·lació            | Ascensió recta (J2000) | Declinació (J2000) | Magnitud aparent |
| -------------- | ----------- | --------------- | ------------------------ | ---------------------- | ------------------ | ---------------- |
| 7424           |             | Galàxia espiral | Constel·lació de la Grua | 22h 57m 18s            | −41° 04′ 14″       | 11.0             |
| 7479           |             | Galàxia espiral | Pegasus                  | 23h 04m 56.7s          | +12° 19′ 23″       | 11.7             |

## 7500-7599
| Número del NGC | Altres noms | Tipus d'objecte   | Constel·lació | Ascensió recta (J2000) | Declinació (J2000) | Magnitud aparent |
| -------------- | ----------- | ----------------- | ------------- | ---------------------- | ------------------ | ---------------- |
| 7510           |             | Cúmul obert       | Cepheus       | 23h 11m                | +60° 34′           | 8.8              |
| 7537           |             | Galàxia espiral   | Pisces        | 23h 14m 34.8s          | +04° 29′ 54″       | 13.8             |
| 7582           |             | Seyfert 2 Galàxia |               |                        |                    |                  |

## 7600-7699
| Número del NGC | Altres noms                   | Tipus d'objecte     | Constel·lació | Ascensió recta (J2000) | Declinació (J2000) | Magnitud aparent |
| -------------- | ----------------------------- | ------------------- | ------------- | ---------------------- | ------------------ | ---------------- |
| 7635           | Nebulosa Bombolla             | Nebulosa difusa     | Cassiopeia    | 23h 20m 48.3s          | +61° 12′ 06″       |                  |
| 7654           | Messier 52                    | Cúmul obert         | Cassiopeia    | 23h 25m                | +61° 35′           |                  |
| 7662           | Bola de Neu Blava de Copeland | Nebulosa planetària | Andromeda     | 23h 25m 54.0s          | +42° 32′ 06″       | 9.4              |
| 7673           |                               | Galàxia espiral     | Pegasus       | 23h 27m 41.4s          | +23° 35′ 21″       | 12.7             |

## 7700-7799
| Número del NGC | Altres noms | Tipus d'objecte    | Constel·lació | Ascensió recta (J2000) | Declinació (J2000) | Magnitud aparent |
| -------------- | ----------- | ------------------ | ------------- | ---------------------- | ------------------ | ---------------- |
| 7742           |             | Galàxia espiral    | Pegasus       | 23h 44m 15.9s          | +10° 46′ 01″       | 12.5             |
| 7752           |             | Galàxia irregular  | Pegasus       | 23h 46m 58.5s          | +29° 27′ 32″       | 14.3             |
| 7753           |             | Galàxia espiral    | Pegasus       | 23h 47m 05.0s          | +29° 29′ 00″       | 13.2             |
| 7777           |             | Galàxia lenticular | Pegasus       | 23h 53m 12.6s          | +28° 16′ 59″       | 14.5             |
| 7789           |             | Cúmul obert        | Cassiopeia    | 23h 57m 24s            | +56° 43′           | 7.7              |
| 7793           |             | Galàxia espiral    | Sculptor      | 23h 57m 49.7s          | −32° 35′ 30″       | 9.7              |

## 7800-7840
| Número del NGC | Altres noms | Tipus d'objecte | Constel·lació | Ascensió recta (J2000) | Declinació (J2000) | Magnitud aparent |
| -------------- | ----------- | --------------- | ------------- | ---------------------- | ------------------ | ---------------- |
| 7814           |             | Galàxia espiral | Pegasus       | 00h 03m 14.9s          | +16° 08′ 44″       | 12.0             |
| 7840           |             | Galàxia         | Pisces        | 00h 07m 08.8s          | +08° 23′ 01″       |                  |